# Бурзький собор
47°04′55″ пн. ш. 2°23′58″ сх. д. / 47.08194° пн. ш. 2.39944° сх. д.
Бурзький собор (фр. Cathédrale Saint-Étienne de Bourges) — католицький кафедральний собор, присвячений святому Стефану і розташований у Бурзі (Франція).

## Історія

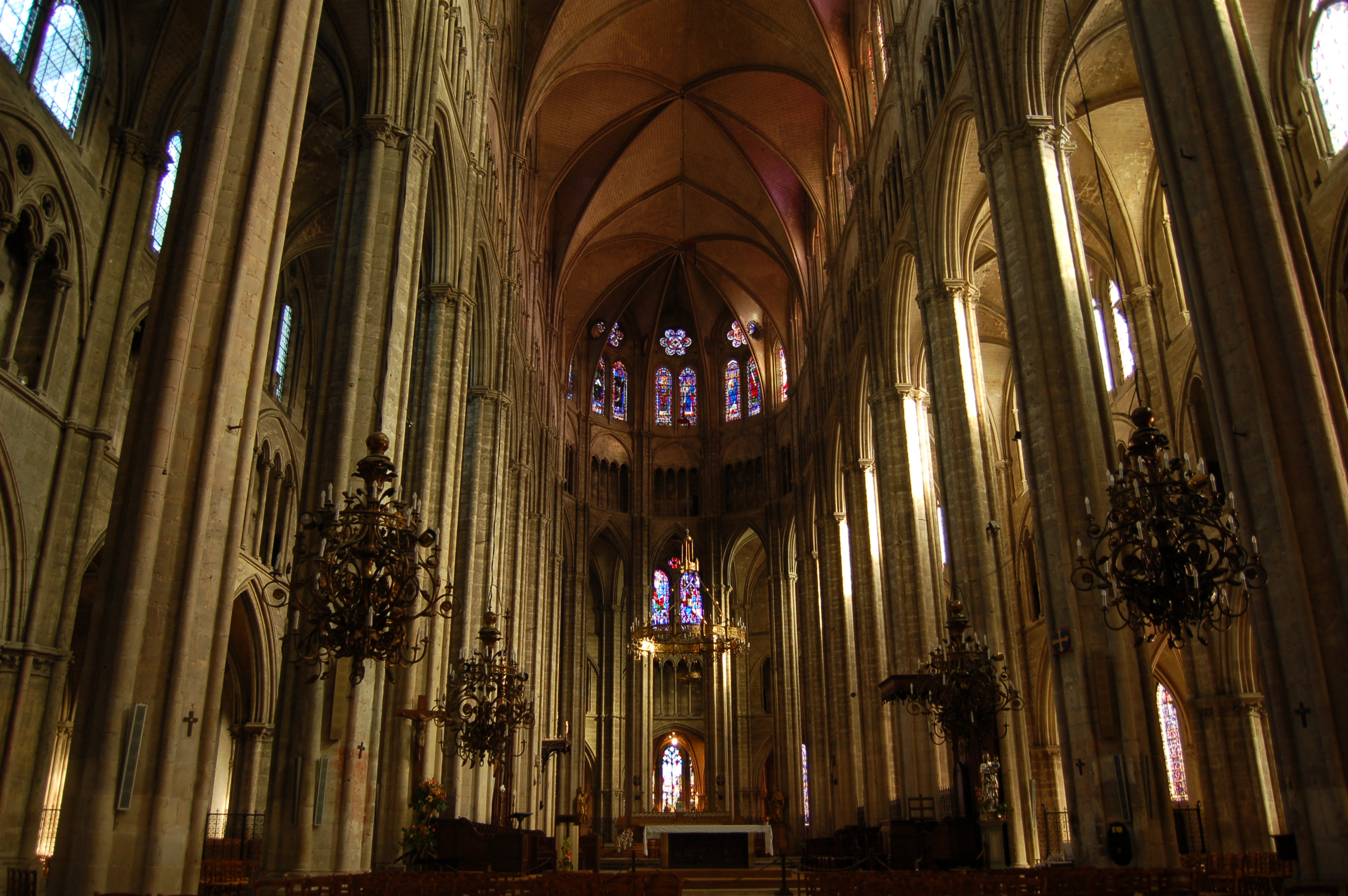
Усередині собору

Вітраж «Вуста пекла», ХІІ ст.

Місце сучасного собору було північно-східною частиною галло-римського міста-фортеці, де була розташована головна церква міста принаймні з часів Каролінгів і, ймовірно, з моменту заснування єпископства в III столітті. Сучасний собор був побудований як заміна споруди середини XI століття, сліди якої збереглися у крипті.

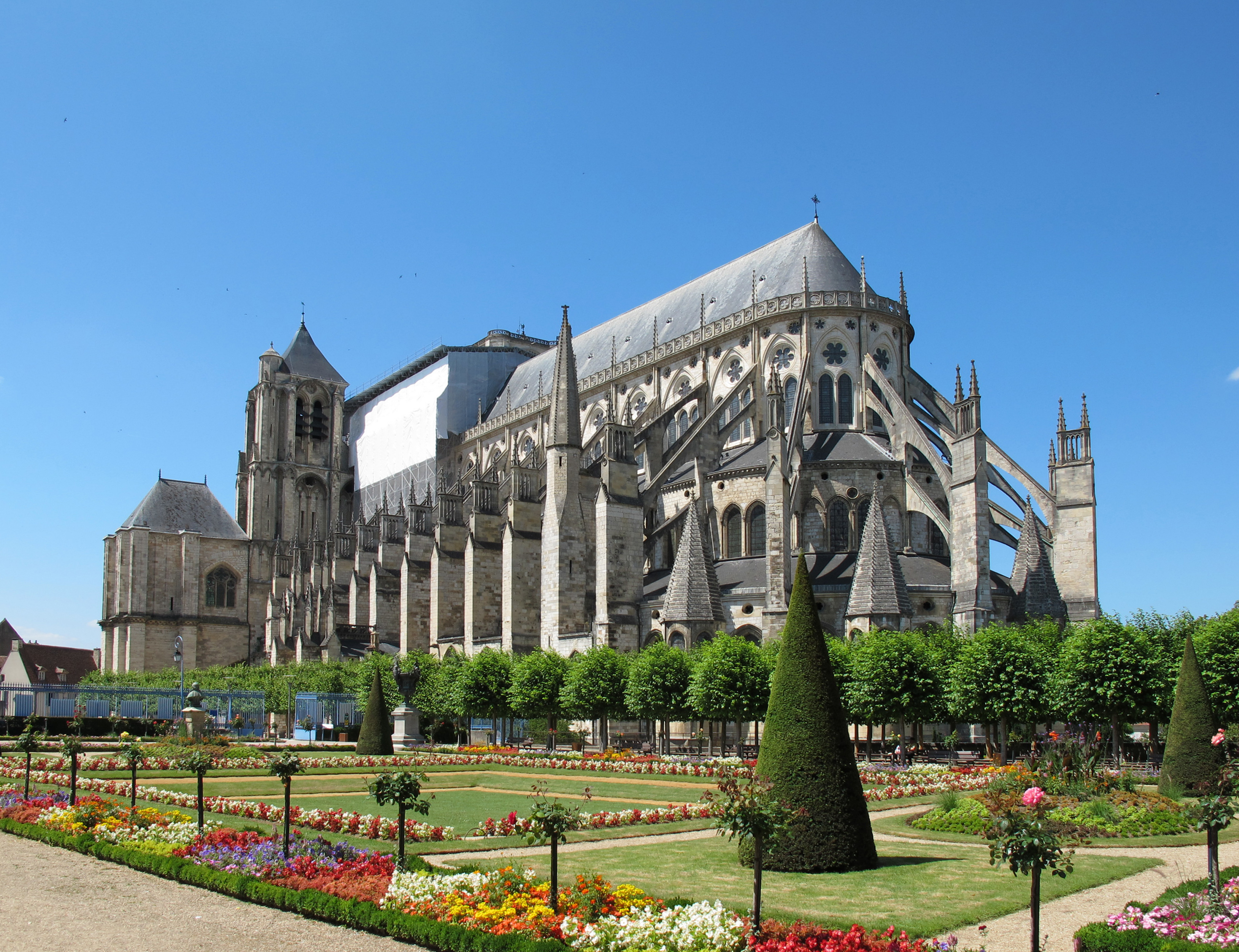
Собор вдень

Дата початку будівництва невідома, хоча через існування документу 1195 року про витрати на перебудову припускають, що до цієї дати будівництво вже почалося. Той факт, що східний край виступає за лінію галло-римських стін, і що королівський дозвіл на знесення цих стін був наданий тільки у 1183 році, показує, що робота не могла бути розпочата до цієї дати. Основний етап будівництва приблизно збігається з часом зведення Шартрського собору (розпочате у 1194 році), за 200 кілометрів на північний захід.
Хор вже використовувався (хоча і не обов'язково бувши завершеним) у 1214 році, а нава (архітектура) була закінчена до 1255 року. Будівля була зрештою освячена 1324 року. Більша частина західного фасаду була закінчена у 1270 році, хоча робота над вежами йшла повільніше, почасти через несприятливі гірські породи під місцем будівництва. Будівельні проблеми з південною вежею призвели до будівництва прилеглої опорної вежі в середині XIV століття. Північна вежа була завершена приблизно наприкінці XV століття, але вона обвалилася в 1506 році, знищивши північну частину фасаду. Північна вежа та її портал згодом були перебудовані у сучаснішому стилі.
Після знищення більшої частини Палацу дожів і його каплиці під час революції скульптурний надгробок герцога Жана де Беррі був перенесений в крипту собору, разом з деякими вітражами з пророками, які були розроблені для каплиці Андре Боневьо.
Взагалі, собор постраждав набагато менше, ніж інші під час французьких релігійних воєн і революції. Його розташування також було відносно віддаленим від руйнівних дій обох світових воєн.
Собор був доданий до переліку Світової спадщини ЮНЕСКО в 1992 році.

## Розміри і конструкція
Ширина нави собору становить 15 метрів при висоті 37 метрів; висота аркади — 20 метрів; висота внутрішнього проходу становить 21,3 метра, а зовнішнього проходу — 9,3 метра. Аркбутани були використані, щоб зміцнити конструкцію будівлі. Однак, оскільки це відносно нова техніка, то стіни були зроблені досить товстими. Шестигранне склепіння було використано, щоб охопити наву.

## Особливості

### План і проєкція

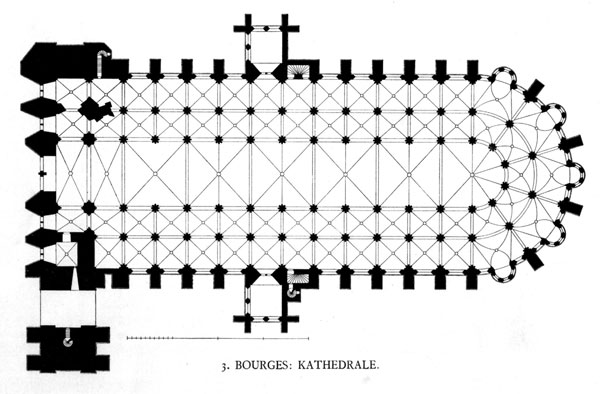
План собору

Бурзький собор відрізняється простотою свого плану, який був розроблений без трансепту, але з подвійними проходами — як у інших церков високого статусу, таких як собор Святого Петра в Римі чи собор Паризької Богоматері у Парижі.
Подвійні проходи продовжуються без перерви за хресною перегородкою (згодом в значній мірі зруйнованою, хоча деякі фрагменти збереглися в крипті), утворюючи подвійний деамбулаторій навколо хору. Внутрішній прохід має вище склепіння, ніж зовнішній, в той час як центральна нава і внутрішній прохід мають схожі потрійні узвишшя з аркадою, трифорієм і верхнім рядом вікон; така конструкція допускає значно більше світла, ніж традиційніша конструкція будівель з подвійними проходами, як собор Паризької Богоматері. Ця конструкція з характерним трикутним перетином згодом була скопійована в Толедському соборі і в хорі в Ле-Мані.
Аркбутани навколо собору відносно тонкі та доцільні, зокрема, в порівнянні із сучасними їм, але набагато важчими, арками у Шартрі. Їх крутий кут допомагає більш ефективно передати навантаження зі склепінь нави і вітрове навантаження з даху на зовнішні опори.

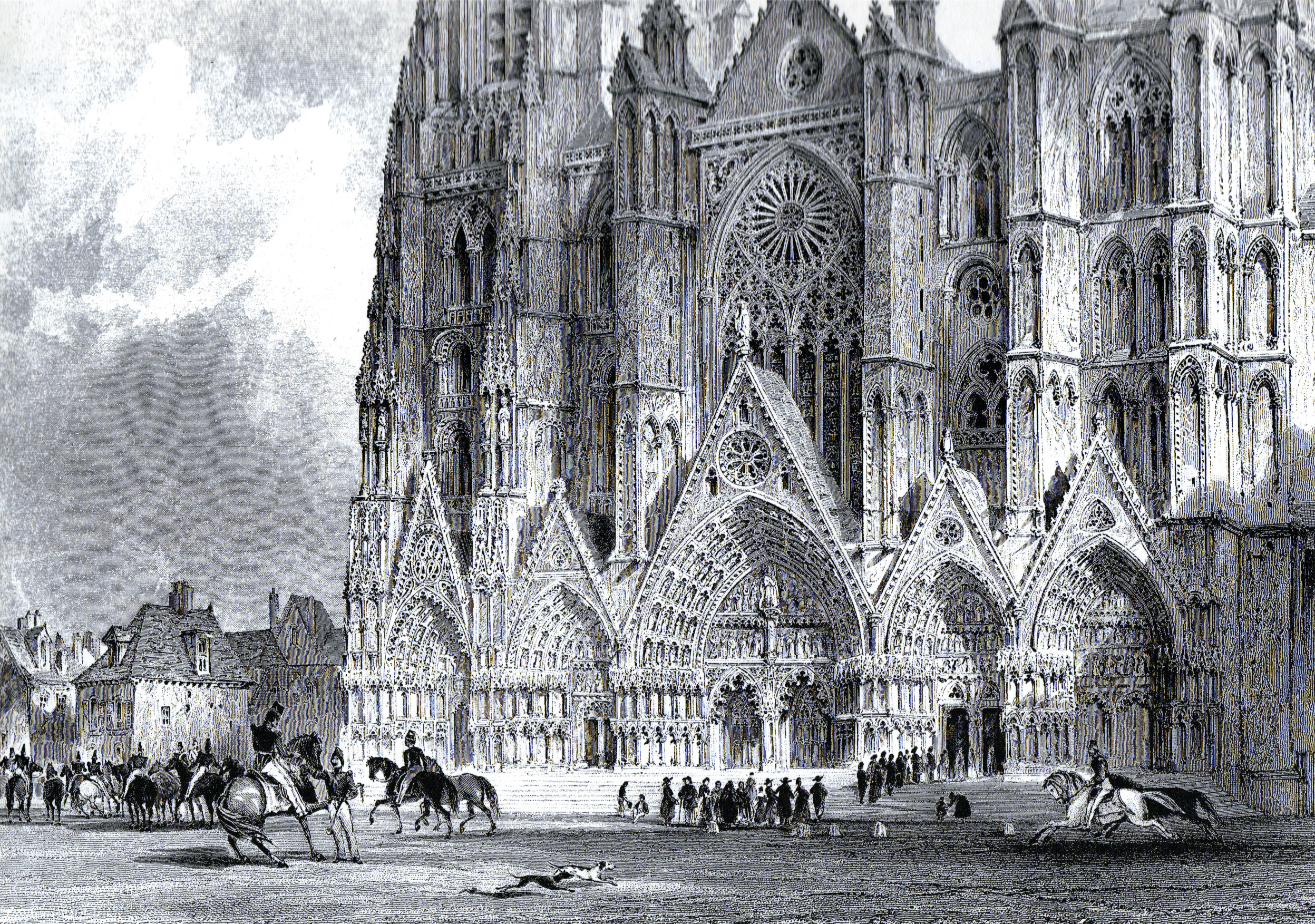
Західний фасад на гравюрі середини XIX століття

### Портали та фасади
Чотири бічних проходи і центральна нава мають свої власні портали. На центральному порталі зображені скульптурні сцени, пов'язані з Страшним судом, в той час як південні портали призначені для житія святих — тут зображені святі Урсін і Стефан. Північні портали були знищені, коли обвалилася вежа, але збережені фрагменти вказують на те, що їх скульптури були присвячені життю і смерті Богородиці. Всі п'ять порталів об'єднує панельна перегородка з загостреними нішами, яка простягається на всю ширину фасаду. На пазухах склепінів між цими нішами зображений розширений цикл Буття, який початково розповідав історію від створення світу до заповіту Бога з Ноєм.
Романські різьблені портали приблизно 1160—1170 років, ймовірно призначені для фасаду попереднього собору, були повторно використані на південних і північних дверях (зайнявши простір, який зазвичай залишається для порталів трансепту). Їх рясна прикраса належить до бургундського стилю.